# Cymothoe coranus
Cymothoe coranus là một loài bướm ngày thuộc họ Nymphalidae. Nó được tìm thấy ở Nam Phi to Zimbabwe, Kenya, Malawi và Tanzania.
Sải cánh dài 50–60 mm đối với con đực và 60–68 mm đối với con cái. Con trưởng thành bay quanh năm, but mainly from tháng 2 đến tháng 4. Peaks occur từ tháng 10 đến tháng 12.
Ấu trùng ăn Rawsonia lucida.

## Phụ loài
- Cymothoe coranus coranus (South Africa)
- Cymothoe coranus dowsetti Beaurain, 1988
- Cymothoe coranus kiellandi Beaurain, 1988
- Cymothoe coranus murphyi Beaurain, 1988